# Vastgoedkoopkracht
Vastgoedkoopkracht is in België de term die verwijst naar de hoeveelheid vastgoed, uitgedrukt in vierkante meters, die een gezin op een bepaalde locatie kan kopen met een gemiddeld belastbaar inkomen. Het woord is een samentrekking van vastgoed en koopkracht.
Door de vastgoedprijs te vergelijken met het gemiddeld belastbare inkomen van de gezinnen wordt de betaalbaarheid van vastgoed in kaart gebracht. Een verhoging van de verhouding tussen die twee waarden wijst erop dat vastgoed relatief gezien duurder wordt ten opzichte van het beschikbare inkomen.

## Berekening
De vastgoedkoopkracht is afhankelijk van verschillende factoren. Enerzijds is er het gemiddelde gezinsinkomen. Dat vertaalt zich in een bepaalde leencapaciteit, het bedrag dat men maandelijks kan betalen voor de aflossing van een hypothecair krediet. 
De Nationale Bank van België beschouwt een afbetalingslast van een hypothecaire lening voor een voltijds werkend koppel bijvoorbeeld als gezond als dat lager dan 20% van het inkomen ligt. Met dit inkomen wordt vervolgens berekend hoeveel geld men kan ontlenen met een hypothecair krediet op een bepaald moment. 
Hierbij is de interestvoet de belangrijkste factor om het te ontlenen bedrag te bepalen. Daarnaast kan in de berekening ook de eigen gezinsbijdrage aan het onroerend goed en de transactiekosten vervat zitten. Daaronder vallen zaken als registratierechten en notariskosten.